# Оноприенко, Юрий Иванович (политик)
Ю́рий Ива́нович Оноприе́нко (род. 9 декабря 1956 года, Белая Церковь, Киевская область, УССР, СССР) — российский политик, председатель Законодательной думы Хабаровского края (2001—2009; 3-й, 4-й созывы), член «Единой России», секретарь Хабаровского регионального отделения «Единой России» (до 2009).

## Биография
Родился 9 декабря 1956 года в городе Белая Церковь.
Трудовую деятельность начал в 1974 году каменщиком строительно-монтажного управления № 34 в Белой церкви.
С 1975 по 1978 год служил в рядах Советской армии. Окончил Хабаровский институт народного хозяйства.
С 1978 по 1984 год работал каменщиком, заместителем начальника по быту и кадрам строительного управления № 257 строительного треста 35 в Хабаровске.
С 1987 по ноябрь 1999 год работал заместителем председателя Краснофлотского райисполкома Хабаровска, начальником управления жилищно-коммунального хозяйства администрации г. Хабаровска, главой администрации Индустриального района — заместителем главы администрации Хабаровска.
В ноябре 1999 года был назначен заместителем главы Администрации Хабаровского края — председателем комитета по социальным вопросам.
В 2001 году был избран депутатом Законодательной думы Хабаровского края третьего созыва. В 2005 году — депутатом Законодательной Думы Хабаровского края четвертого созыва. С 2001 года — председатель Законодательной думы Хабаровского края. Получил прозвище «Железный дровосек» за жёсткую манеру управления парламентом.
В 2004 году был кандидатом на выборах губернатора Хабаровского края, однако снял свою кандидатуру в пользу действующего главы региона Виктора Ишаева. Рассматривался как наиболее вероятный преемник Ишаева на посту губернатора края, благодаря чему получил второе прозвище — «Онопреемник».
4 февраля 2009 года — вышел в отставку. Как указал причину этого руководитель центрального исполнительного комитета партии «Единая Россия» Андрей Воробьев: «Несмотря на решения, принятые на партийных совещаниях, Юрий Оноприенко позволил вовлечь органы государственной власти в поспешные и легковесные заявления» — направил обращение Владимиру Путину с просьбой не повышать энерготарифы.
6 февраля 2009 года — назначен первым заместителем председателя правительства Хабаровского края по вопросам строительства и топливно-энергетического комплекса.
С 1 марта 2011 года — заместитель председателя правительства Хабаровского края по вопросам социальной инфраструктуры.
В сентябре 2012 года — перешёл работать в Минвостокразвития, работал там до 2013 года в должности заместителя министра. Был членом Морской коллегии при Правительстве Российской Федерации.
С августа по ноябрь 2013 года — главный федеральный инспектор по Хабаровскому краю аппарата полномочного представителя президента РФ в ДФО.
После ухода из Минвостокразвития — прекратил политическую деятельность.
Увлекается фотографией. Имеет учёную степень кандидата экономических наук.

## Награды
- орден Почёта (28 декабря 2007)[7].
- медаль ордена «За заслуги перед Отечеством» II степени (4 марта 1999)[8].
- юбилейная медаль «300 лет Российскому флоту».